# Trèo cây trán đen
Trèo cây trán đen, tên khoa học Sitta frontalis, là một loài chim trong họ Sittidae. Chúng có thể tìm thấy được ở Pakistan, Ấn Độ, Sri Lanka đến Trung Quốc và Indonesia.

## Hình ảnh

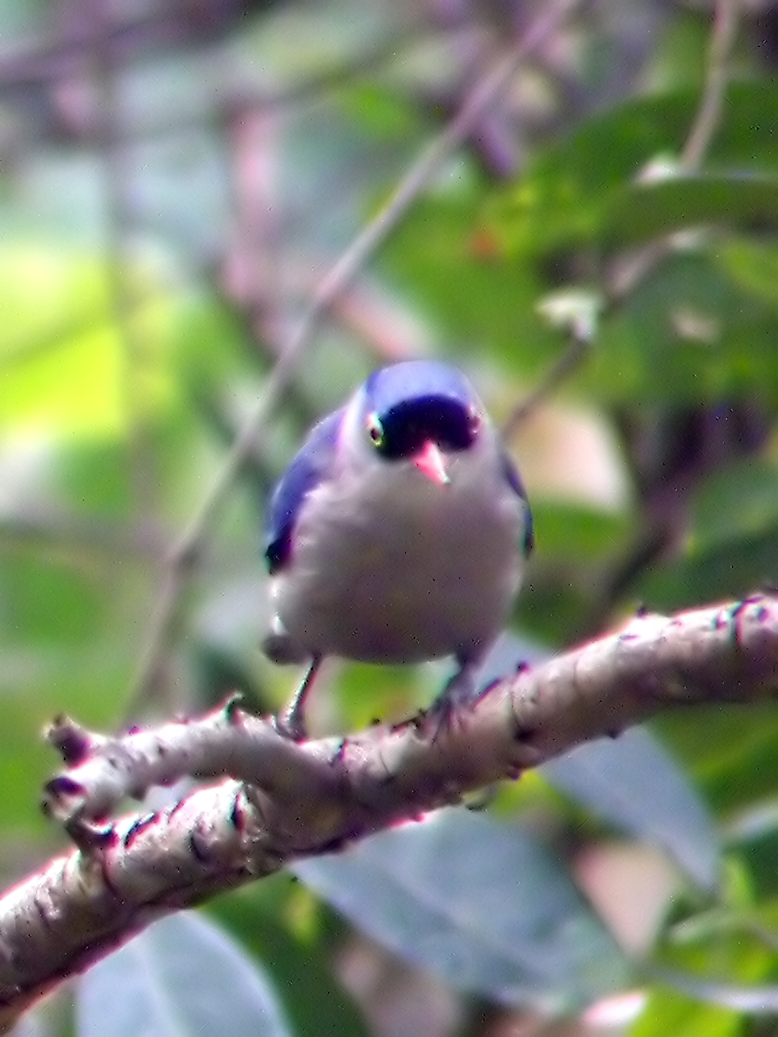
Trước
Vẽ
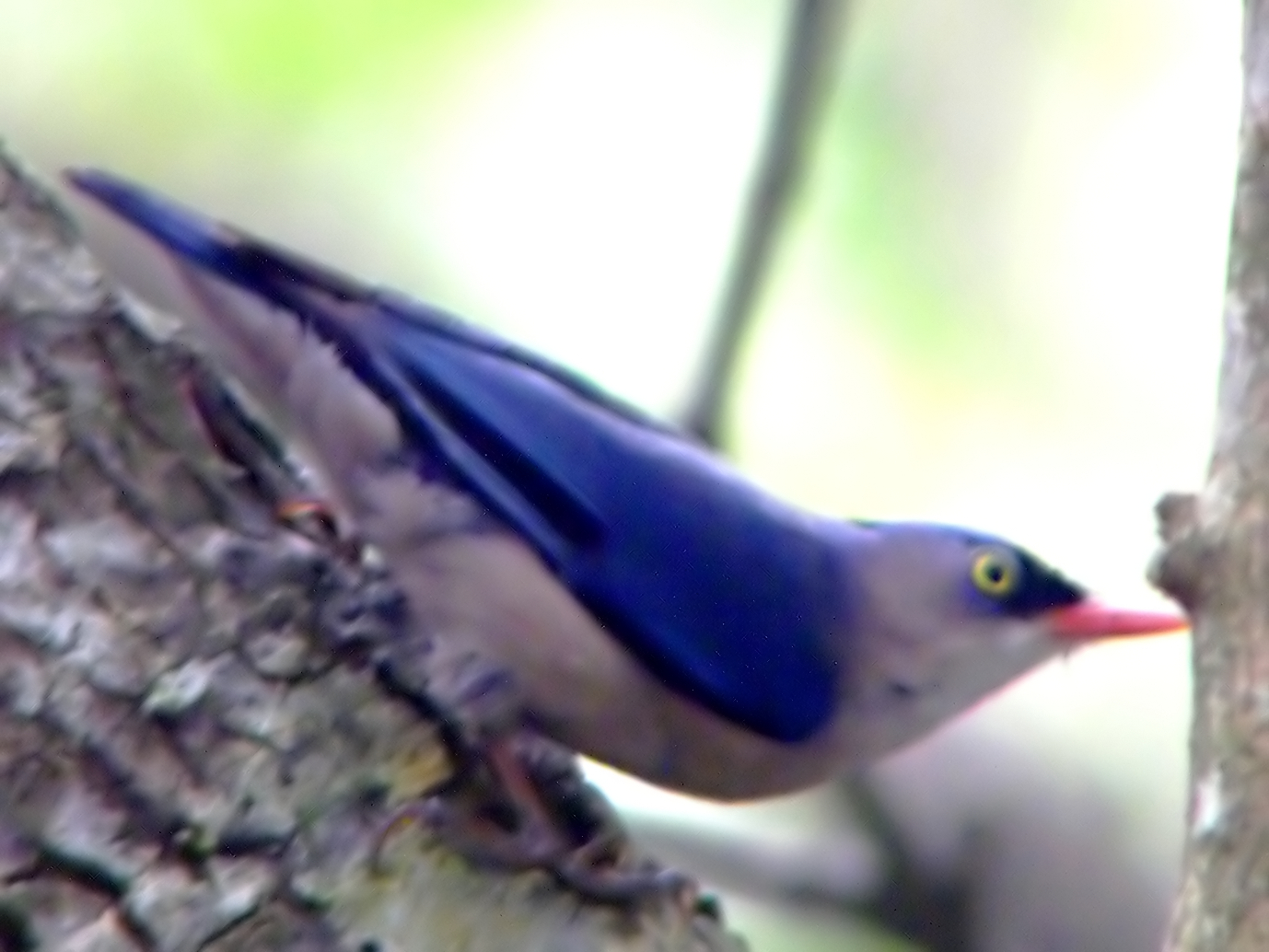
Tại Hong Kong